# Direction générale de la Sécurité
La Direction générale de la Sécurité, (en arabe : إدارة الأمن العام, Idarat al-Amn al-Amm) était le service de renseignements civil le plus important de la Syrie baasiste jusqu'à l'effondrement du régime le 8 décembre 2024. Les Syriens s'y réfèrent communément par le terme générique mukhabarat, « renseignements » ou « sécurité », comme pour l'ensemble des autres services secrets syriens, et spécifiquement par l'ancien nom du service, « Sécurité d’État ».
Le service est connu pour l'emploi généralisé de la torture, de disparitions forcées. Plusieurs de ses cadres sont sous sanctions ou mandats d'arrêts internationaux, et deux anciens employés d'un centre de détention du service, jugés en Allemagne lors du procès de Coblence, ont été reconnus coupables de complicité de crime contre l'humanité pour l'un et de meurtres et crimes contre l'humanité pour l'autre. La Direction générale de la Sécurité a mené une surveillance oppressive de la population syrienne, dirigé des renseignements étrangers et surveillé les activités au Liban pour le compte du Hezbollah.

## Organisation
La Direction de la sécurité générale dépendait du Ministère de l'Intérieur (Syrie) (en) et joua un rôle important dans la répression des dissensions internes, elle était composée de trois divisions :
- Sécurité intérieure, chargée de la surveillance interne de la population
- Sécurité extérieure, responsable du travail de renseignement étranger
- Affaires palestiniennes, chargée de surveiller les activités des groupes palestiniens en Syrie et au Liban[3].

De même que les autres services de renseignements syriens, la Direction générale de la sécurité a participé à la gestion des lieux de détention et de torture en Syrie.

## Direction nationale
À la fin du XXe siècle, Ali Houri était directeur d'Idarat al-Amn al-Amm. Le service était alors en concurrence avec la Direction de la sécurité politique, Idarat al-Amn al-Siyasi[réf. nécessaire]. Le général Ghazi Kanaan a peut-être été chef de la sécurité extérieure d'Idarat al-Amn al-Amn à cette période[réf. nécessaire].
En 2001, Hisham Bakhtiar devient le chef d'Idarat al-Amn al-Amm, en remplacement d'Ali Hammoud, qui devient alors ministre de l'intérieur[réf. nécessaire]. Le général Bakhtiar est proche d'Assef Chaoukat, beau-frère de Bachar el-Assad[réf. nécessaire].
En juin 2005, Assad nomme le général Ali Mamlouk commandant de la Direction générale de la sécurité. Six ans plus tard, en avril 2011, le gouvernement américain impose des sanctions à Ali Mamlouk, affirmant qu'il est « responsable de violations des droits de l'homme », y compris du recours à la violence contre des civils. Son agence a réprimé des manifestations, surveillé et arrêté des citoyens individuels et a été impliquée dans les actions du gouvernement syrien à Deraa, où des manifestants ont été tués par les services de sécurité syriens. Le mois suivant, l'Union Européenne place également Ali Mamlouk sous sanctions pour « violences contre des manifestants lors du soulèvement syrien ». Il fait partie du cercle restreint proche de Bachar el-Assad.
En juillet 2012, Ali Mamlouk devient Directeur du Bureau de la sécurité nationale (en), et prend donc la tête de l'ensemble des services de renseignement syriens. Il est remplacé par Dib Zaytoun qui devient commandant de la Direction générale de la sécurité.

## Direction des branches régionales des renseignements généraux
- Branche de Damas : Hafez Makhlouf (2011), l'Union européenne le sanctionne pour « avoir été impliqué dans des violences contre des manifestants lors du soulèvement syrien »[5],[7].
  - Damas (branche 285) : Brig. Gen. Ibrahim Ma’ala (2011-2012) accusé « d'ordonner ou de commettre des crimes contre l'humanité » par Human Rights Watch[8].
  - Damas (branche 285) : Brig. Gen. Hussam Fendi (passé-2011) accusé « d'ordonner ou de commettre des crimes contre l'humanité » par Human Rights Watch[8].
- Branche de Homs (branche 318) : Brig. Gen. Firas al-Hamed (2012) accusé « d'ordonner ou de commettre des crimes contre l'humanité » par Human Rights Watch[8].
- Branche de Lattaquié : Brig. Gen. Khudr Khudr (2012) accusé « d'ordonner ou de commettre des crimes contre l'humanité » par Human Rights Watch[8].
- Branche de Daraa : Brig. Gen. Ahmed Dibe (2011)[7].

## Justice
Anwar Raslan, ancien colonel de la Sécurité d’État et directeur de la branche 251, située à Al-Khatib, à Damas, branche dite d'investigations, est déclaré coupable de meurtres et de crime contre l'humanité en 2022 par la Haute cour de Coblence, pour avoir dirigé la torture de plus de 4 000 détenus entre 2011 et 2012, durant la révolte syrienne. Eyad al-Gharib, ancien agent de renseignement ayant arrêté et amené à la branche une trentaine de manifestants, sachant qu'ils y seraient torturés, est inculpé de complicité de crime contre l'humanité.

## Les autres services de renseignements
- Idarat al-Amn al-Siyasi, Direction de la sécurité politique
- Direction de l'Intelligence militaire
- Service de Renseignement de l’Armée de l’Air[2]